# El Bajío, Oaxaca
El Bajío är en ort i Mexiko.   Den ligger i kommunen Santa María Petapa och delstaten Oaxaca, i den sydöstra delen av landet, 500 km sydost om huvudstaden Mexico City. El Bajío ligger 209 meter över havet och antalet invånare är 1 717.
Terrängen runt El Bajío är platt åt sydost, men åt nordväst är den kuperad. Runt El Bajío är det ganska glesbefolkat, med 23 invånare per kvadratkilometer. Närmaste större samhälle är Matías Romero, 1,2 km söder om El Bajío. Omgivningarna runt El Bajío är en mosaik av jordbruksmark och naturlig växtlighet.